# Pruszcz
Pruszcz (pot. Pruszcz Pomorski, niem. Prust, Gross Prust, 1942–1945 Prüst) – miasto w Polsce położone w województwie kujawsko-pomorskim, w powiecie świeckim, w gminie Pruszcz. Miasto jest siedzibą gminy Pruszcz. 
Według spisu powszechnego z 2021 roku miasto liczyło 2721 mieszkańców. W latach 2002–2021 liczba mieszkańców wzrosła o 16,8%.

## Położenie
Pruszcz znajduje się około 20 km od Koronowa, 23 km od Świecia, 28 km od Chełmna i 35 km od Bydgoszczy.
Według regionalizacji fizycznogeograficznej Polski miasto położone jest na Wysoczyźnie Świeckiej. Charakteryzuje się ono płaską rzeźbą terenu. Miasto otoczone jest terenami rolniczymi. W jego pobliżu nie ma żadnych lasów. W okolicach Pruszcza znajdują się źródła Kotomierzycy.
Pod względem historycznym Pruszcz leży na  Pomorzu Gdańskim. Etnograficznie stanowił dawniej część Borów Tucholskich.

## Toponimia
Nazwa Pruszcz wywodzi się od nazwy osobowej Prus(e)k z niepoświadczonym w dokumentach przyrostkiem *-je, w której doszło do zaniku głoski /e/, co jest regularnym zjawiskiem fonetycznym na Pomorzu. Następnie zbitka -sk- rozwinęła się w -szcz- pod wpływem głoski /j/ w przyrostku.
Od XIX wieku do nazwy niemieckiej dołączono przymiotnik gross, „wielki”, dla rozróżnienia od innych wsi.

## Historia
Terytorium Pruszcza wchodziło do 1309 roku w skład kasztelani świeckiej. W tym samym roku ziemie te przeszły w ręce Krzyżaków i utworzonego przez nich komturstwa świeckiego. W XIV wieku Pruszcz był wsią graniczną, gdyż w pobliżu przebiegała granica z polskimi Kujawami. W 1466 z powrotem znalazł się na ziemiach polskich. W latach 1466–1772 należał do powiatu świeckiego, które natomiast stanowiło część staropolskiego województwa pomorskiego. Legenda głosi, że w tych okolicach na polowania udawał się Jan III Sobieski, gdy ten był jeszcze starostą gniewskim.
W 1772 w wyniku I rozbioru Polski Pruszcz znalazł się w granicach Prus. W XIX wieku Pruszcz stanowił centrum niemieckich kolonii, które szerokim pasem rozpościerały się z południa na północ. Wówczas to nastąpił dynamiczny rozwój, a to za sprawą wytyczonej linii kolejowej Bydgoszcz-Tczew.
Częstym, bezmyślnie powielanym błędem jest twierdzenie, że Pruszcz miałby posiadać prawa miejskie w latach 1367–1867, ponieważ informacje te dotyczą Pruszcza Gdańskiego. Zjawisko to wyjaśnia i udowadnia m.in. historyk Łukasz Kempiński:

Pruszcz nigdy nie był miastem. Informacje o posiadaniu przez Pruszcz praw miejskich od 1367 roku dotyczą Pruszcza Gdańskiego [...].  Pierwsza wzmianka podająca nazwę Pruszcz pochodzi z 1349 r. Pojawia się w traktacie kaliskim, w którym Pruszcz (Gross Prust, Prust niem.) występuje jako osada, wieś graniczna między ziemią kujawską a pomorską („Słownik Geograficzny Królestwa Polskiego i innych krajów słowiańskich”, t. IX, Warszawa 1888, red. B. Chlebowski, F. Sulimierski, W. Walewski). Kolejna wzmianka z 1405 r. mówi o Pruszczu jako dobrach rycerskich, co potwierdza prof. Maksymilian Grzegorz w książce: „Osady Pomorza Gdańskiego w latach 1309-1454” Warszawa-Łódź 1990. Informacja o Pruszczu jako dobrach rycerskich z roku ok. 1410 pojawia się w opracowaniach niemieckojęzycznych (Wegner R., Ein Pommersches Herzogthum Und Eine Deutsche Ordens-Komthurei, Culturgrschichte des Schwetezer Kreises, Bd. 2, Danzig, 1878). Istniały wówczas tylko dwa, dla interesującego nas obszaru, ośrodki miejskie, tj. Świecie i Nowe. [...]. Pruszcz widnieje na mapach przedstawiających osady na Pomorzu Gdańskim w I połowie XV w. jako osada rycerska lokowana na prawie polskim, ale nie ma go w rozmieszczeniu miast lokowanych na prawie chełmińskim między XIII a XVIII w. [...]. Odebranie Pruszczowi praw miejskich w 1867 roku nie miało sensu. W 1867 roku w spisie Królewsko-Pruskiego Biura Statystycznego Pruszcz widnieje w wykazie statystycznym „Topographisch=statistisches handbuch für den Regierungsbezirk Marienwerder nach amtlichen Quellen im Auftrage der Königlichen Regierung” Danzig 1868 jako dobra rycerskie (niem. Rittergut), których właściciele zobowiązani byli pełnić służbę rycerską lub płacić specjalny podatek w przypadku wojny. Czy zasadnym byłoby zlikwidować miasto, przez które od 6 sierpnia 1852 r. biegła linia kolejowa Bydgoszcz – Gdańsk, a w 1878 roku zbudowano tu stację? [...]. Powyższe ustalenia skłaniają do konkluzji, że przez lata powielano bezkrytycznie informacje dotyczące Pruszcza Gdańskiego, dla którego w 1367r. nastąpiła lokacja na prawie niemieckim w wyniku akcji osadniczej zakonu krzyżackiego (M. Kiełczewska-Zaleska, „O powstaniu i przeobrażaniu kształtów wsi Pomorza Gdańskiego”, Warszawa 1956).

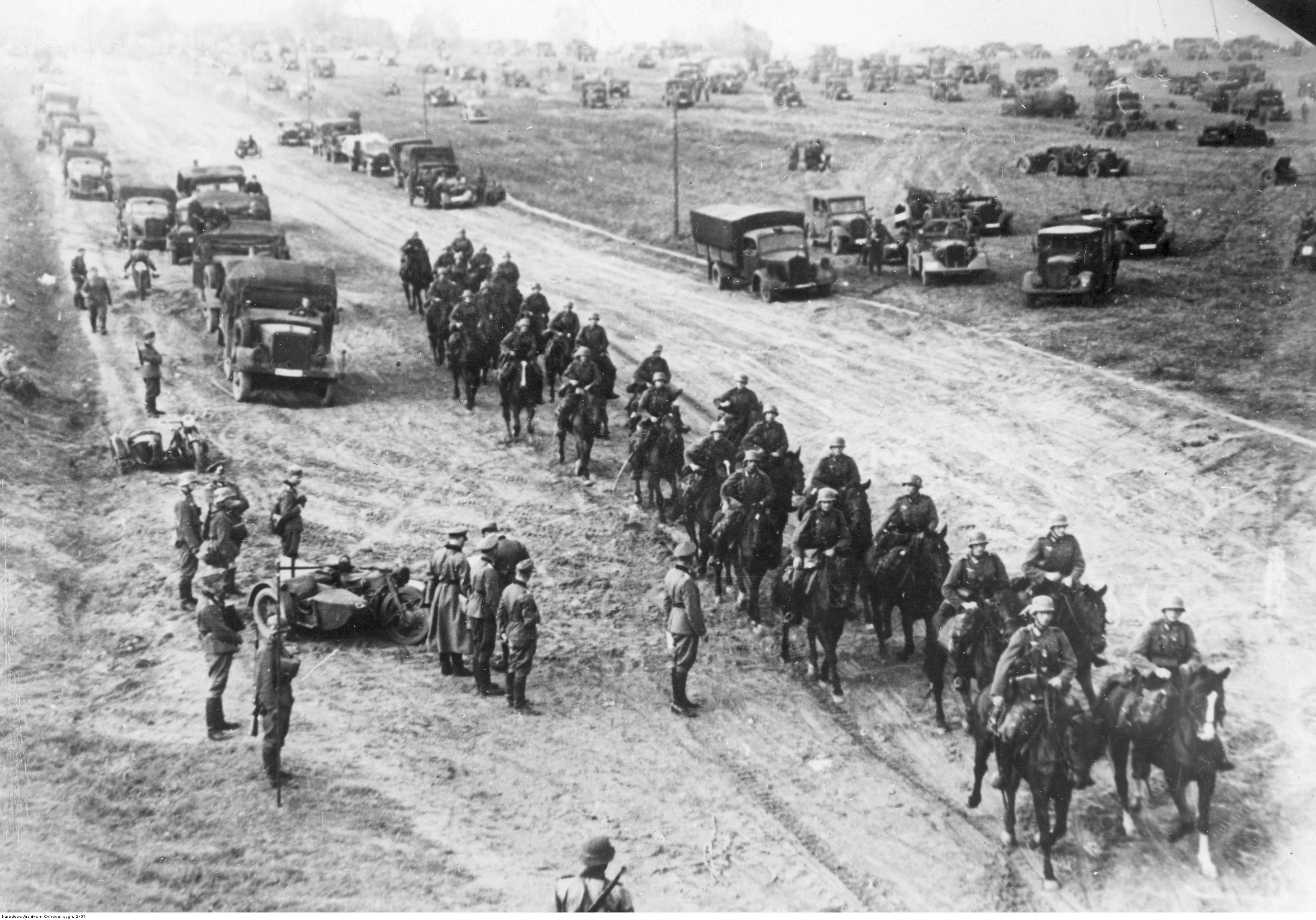
XIX Korpus gen. Heinza Guderiana w okolicach Pruszcza podczas ataku na Polskę w 1939 r.

W 1920 miejscowość znalazła się w granicach niepodległej Polski. Przełomem był rok 1934, kiedy Pruszcz, w myśl nowej ustawy samorządowej, stał się siedzibą gminy. W 1939 zaczęła się II wojna światowa, a wraz z nią okupacja niemiecka, i trwała ona do 1945. W 1957 miejscowość, według nowego podziału administracyjnego, znalazła się w województwie bydgoskim. Po 18 latach nastąpiła reforma administracyjna, jednak Pruszcz nadal znajdował się w województwie bydgoskim. Od 1999 miejscowość należy do województwa kujawsko-pomorskiego. 
1 stycznia 2022 roku Pruszcz otrzymał prawa miejskie.

## Transport kolejowy
- 131 (Chorzów Batory – Bydgoszcz Główna – Pruszcz Pomorski – Laskowice Pomorskie – Tczew)

## Kultura

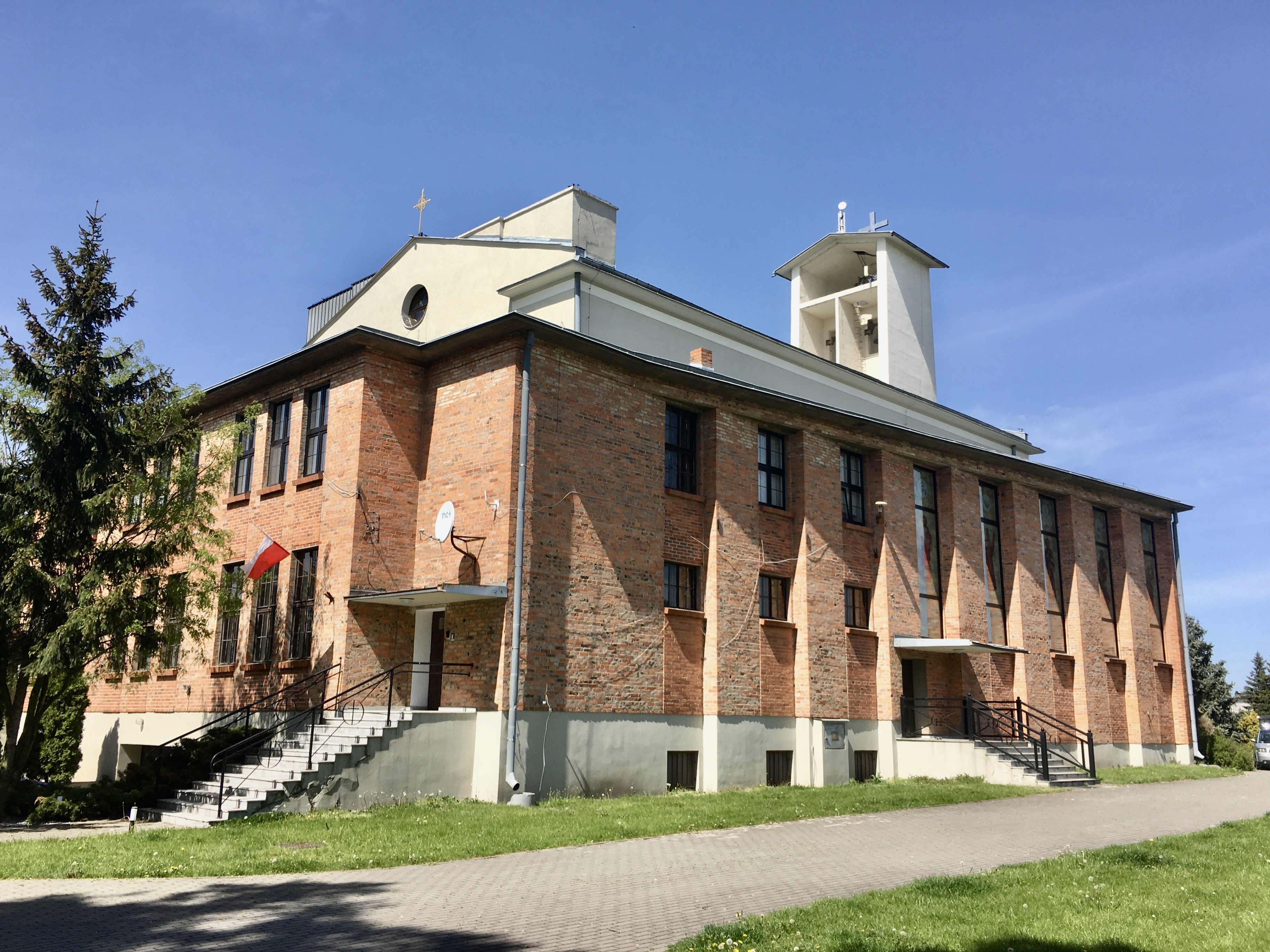
Kościół Trójcy Świętej w Pruszczu

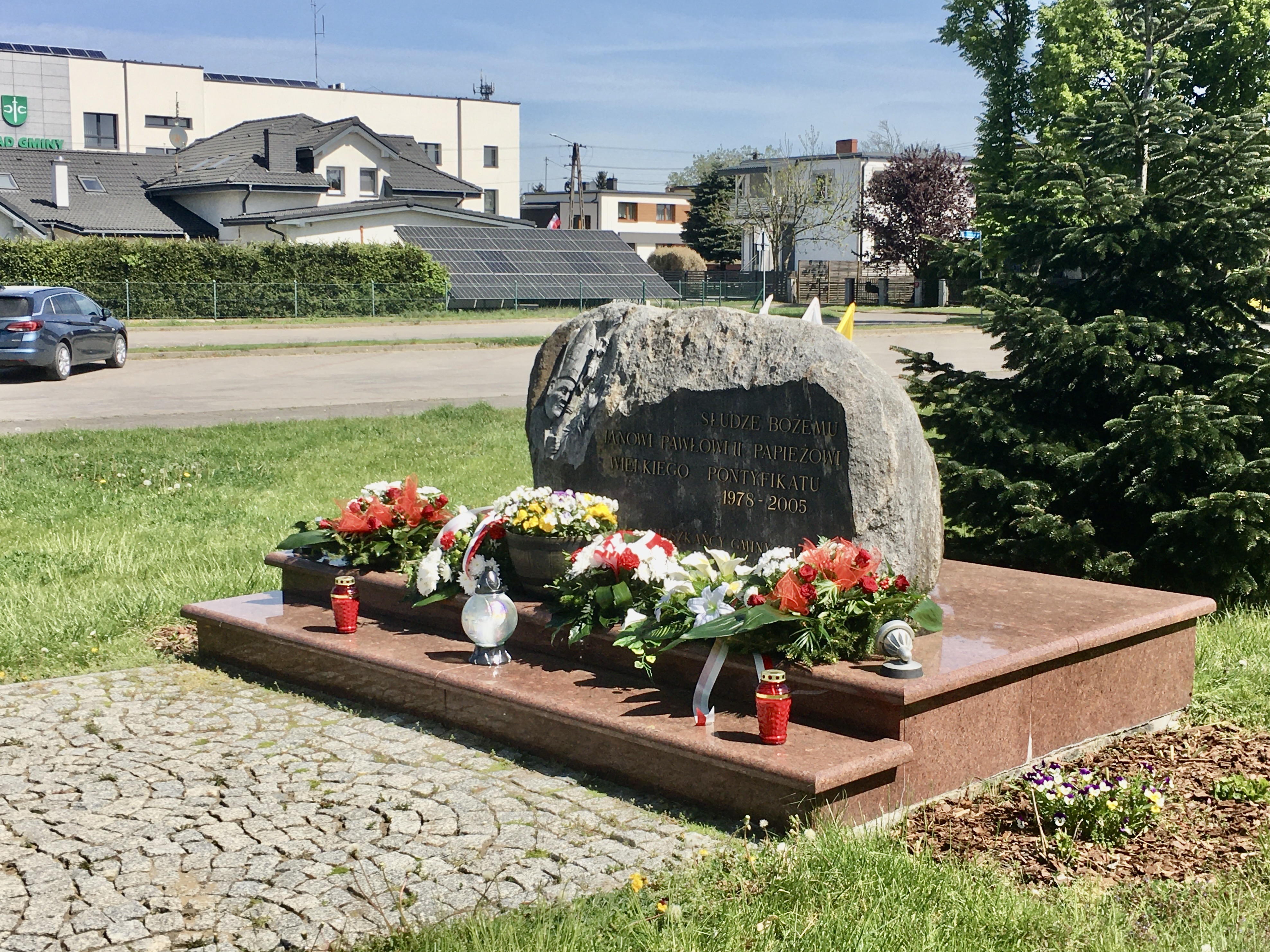
Kamień pamiątkowy poświęcony Janowi Pawłowi II

W Pruszczu działa Miejsko-Gminny Ośrodek Kultury, Sportu i Rekreacji.
W dniu 23 września 1988 roku powstała Miejsko-Gminna Orkiestra Dęta OSP w Pruszczu, która uświetnia swoimi występami szereg uroczystości oraz święta państwowe.
Imprezy kulturalno-sportowe:
- Turniej rekreacyjno-sportowy mieszkańców miasta-gminy Pruszcz – 3 maja
- Turniej piłki nożnej o puchar Burmistrza Miasta i Gminy Pruszcz
- Turniej piłki siatkowej i koszykowej
- Festyny rekreacyjno-sportowe z okazji 3 i 11 listopada
- Festyn dla dzieci – Dzień Dziecka – 1 czerwca
- Wianki – otwarcie sezonu letniego – 24 czerwca
- Festyn „Pożegnanie lata” – sierpień
- Dożynki gminne – wrzesień

## Sport w Pruszczu
W Pruszczu ma siedzibę klub piłki nożnej Start Pruszcz. Został on założony 25 listopada 1957. W 2002 klub uzyskał promocję do ligi okręgowej (V liga), w której występował do sezonu 2014/15. Wówczas spadli na dwa sezony do Klasy A. Na sezon 2017/18 powrócili do Klasy Okręgowej, a od sezonu 2020/21 występują w IV lidze, gr. kujawsko-pomorskiej. Trenerem zespołu jest Damian Ejankowski. Klub rozgrywa swoje „domowe” mecze na stadionie w Pruszczu, który posiada 1000 miejsc (w tym 200 miejsc siedzących).
Udział Startu Pruszcz w rozgrywkach ligowych od sezonu 2002/03:
| Sezon     | Poziom ligowy | Miejsce | Mecze | Punkty | Zwycięstwa | Remisy | Porażki | Bramki |
| --------- | ------------- | ------- | ----- | ------ | ---------- | ------ | ------- | ------ |
| 2002/2003 | V             | 11.     | 30    | 34     | 9          | 7      | 14      | 46:55  |
| 2003/2004 | V             | 11.     | 30    | 36     | 10         | 6      | 12      | 46:53  |
| 2004/2005 | V             | 6.      | 30    | 47     | 13         | 8      | 9       | 41:39  |
| 2005/2006 | V             | 10.     | 30    | 40     | 12         | 4      | 14      | 44:40  |
| 2006/2007 | V             | 10.     | 30    | 37     | 10         | 7      | 13      | 48:59  |
| 2007/2008 | V             | 11.     | 30    | 31     | 8          | 7      | 15      | 47:65  |
| 2008/2009 | VI            | 9.      | 30    | 38     | 11         | 5      | 14      | 42:52  |
| 2009/2010 | VI            | 3.      | 30    | 65     | 20         | 5      | 5       | 75:26  |
| 2010/2011 | VI            | 5.      | 30    | 49     | 15         | 4      | 11      | 59:44  |
| 2011/2012 | VI            | 12.     | 30    | 31     | 8          | 7      | 15      | 40:58  |
| 2012/2013 | VI            | 12.     | 30    | 29     | 8          | 5      | 17      | 22:55  |
| 2013/2014 | VI            | 11.     | 28    | 29     | 8          | 5      | 15      | 39:64  |
| 2014/2015 | VI            | 16.     | 30    | 23     | 6          | 5      | 19      | 28:63  |
| 2015/2016 | VII           | 7.      | 26    | 38     | 11         | 5      | 10      | 53:41  |
| 2016/2017 | VII           | 1.      | 26    | 63     | 20         | 3      | 3       | 87:22  |
| 2017/2018 | VI            | 8.      | 30    | 44     | 11         | 11     | 8       | 66:57  |
| 2018/2019 | VI            | 4.      | 28    | 56     | 17         | 5      | 6       | 72:27  |
| 2019/2020 | V             | 1.      | 15    | 36     | 12         | 0      | 3       | 43:21  |
| 2020/2021 | IV            | 16.     | 29    | 34     | 10         | 4      | 15      | 50:59  |
| 2021/2022 | IV            | 9.      | 34    | 47     | 14         | 5      | 15      | 67:68  |
| 2022/2023 | IV            | 10.     | 34    | 44     | 12         | 8      | 14      | 59:71  |
| 2023/2024 | IV            | 4.      | 34    | 60     | 19         | 3      | 12      | 85:61  |

## Ochrona przyrody
Na cmentarzu ewangelickim przy ul. Sportowej rosła topola osika o obwodzie 550 cm. W latach 1989–2018 znajdowała się pod ochroną jako pomnik przyrody.

## Miasta partnerskie
- Zevenaar, Holandia
- Stenlille, Dania